# Sint-Pieterskerk (Kiezegem)

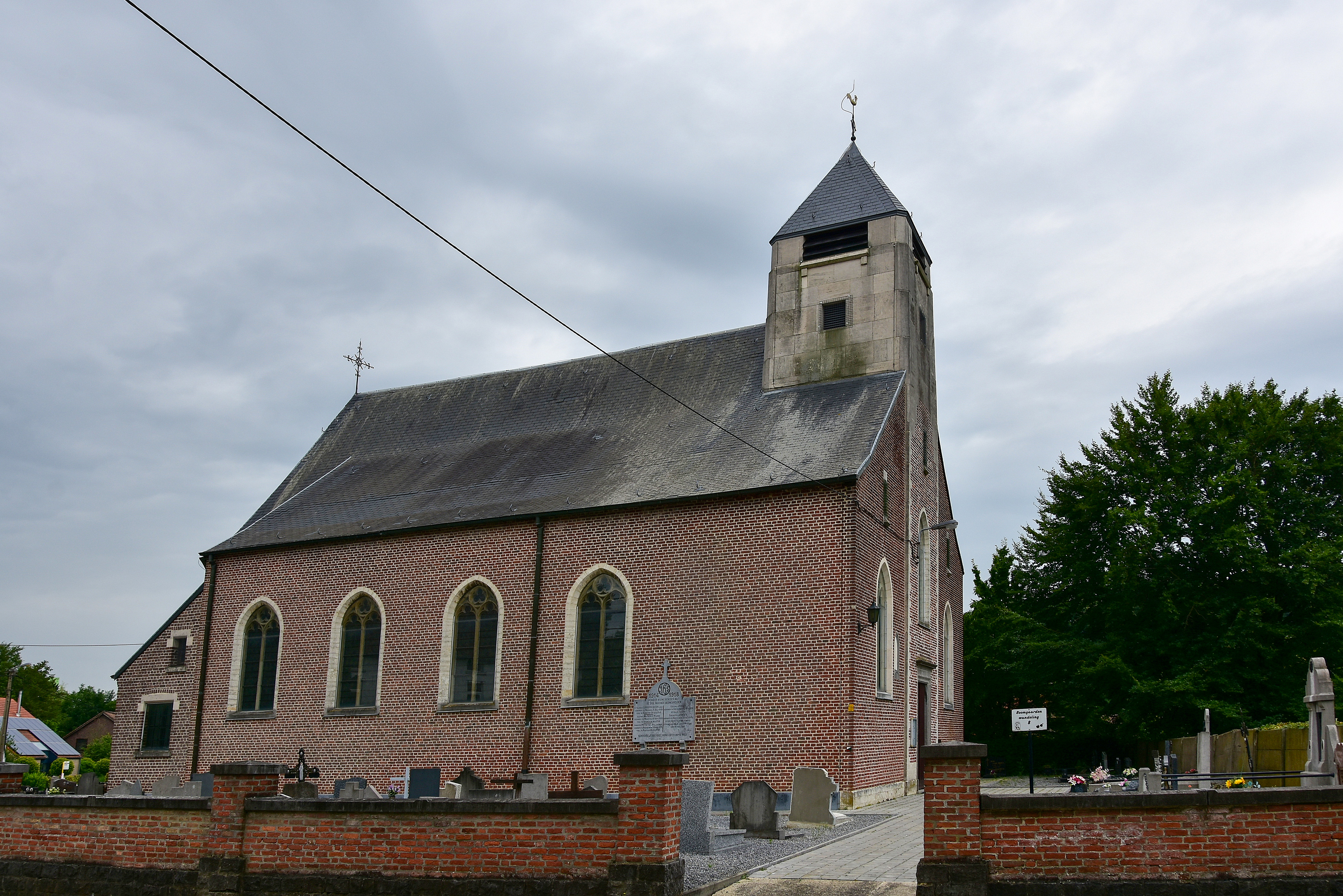
Sint-Pieterskerk

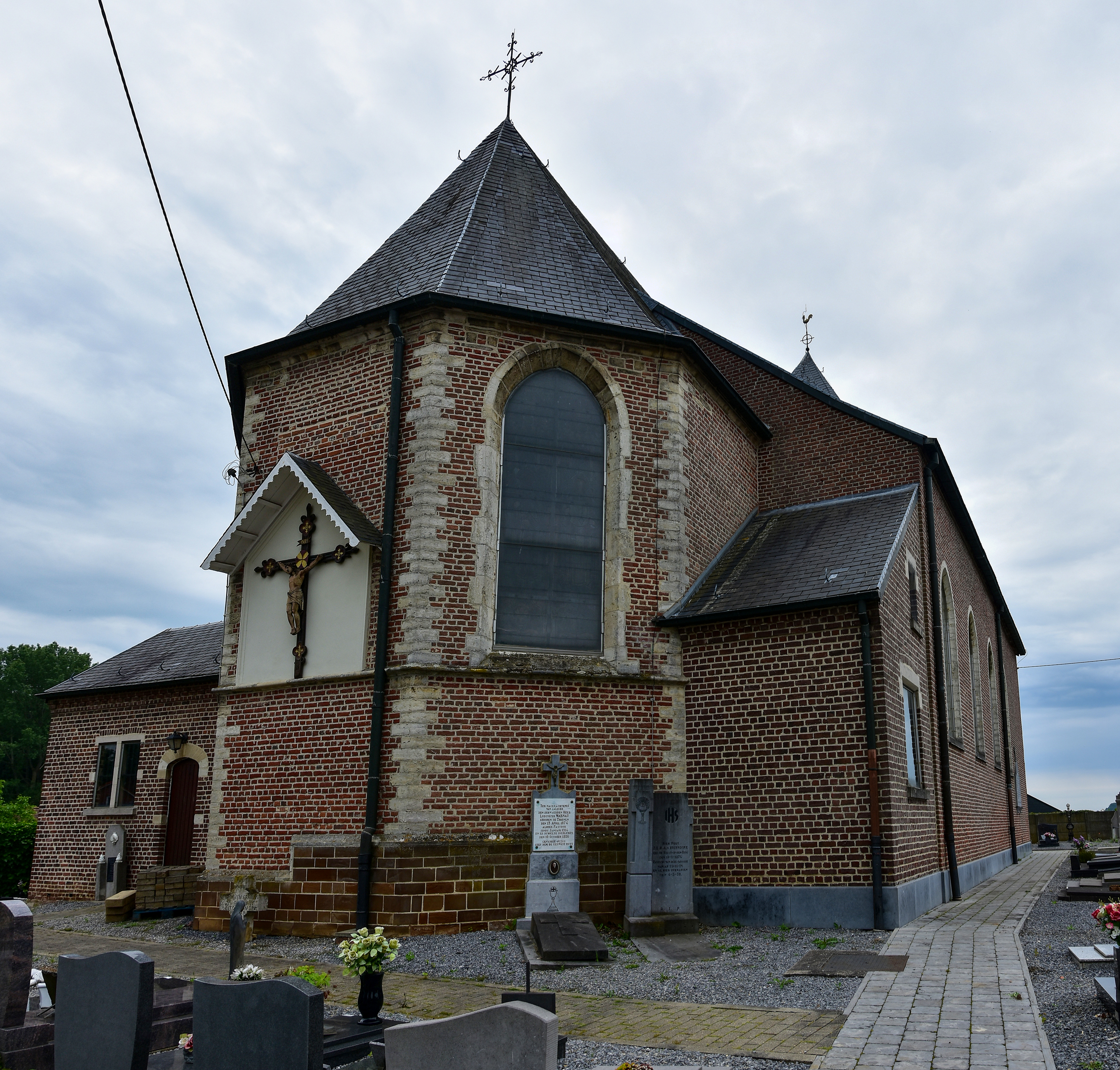
Sint-Pieterskerk

De Sint-Pieterskerk is een kerkgebouw in het Belgische dorp Kiezegem, deel van de voormalige gemeente Meensel-Kiezegem. De kerk is toegewijd aan de apostel Petrus.

## Bouwhistoriek
Het priesterkoor is het oudste deel van de nog bestaande kerk, een polygonaal, bak- en zandstenen koor in een gotische stijl, die op het platteland lang doorgeleefd heeft en hier met aanpassingen (circa 1600).
De beuken zijn neogotisch en overdekt met een zadeldak met op de westgevel een bouwopschrift dat het jaartal 1856 vermeldt.